# Duane (Nueva York)
Duane es un pueblo ubicado en el condado de Franklin en el estado estadounidense de Nueva York. En el año 2020 tenía una población de 180 habitantes y una densidad poblacional de 0.9 personas por km².

## Geografía
Duane se encuentra ubicado en las coordenadas 44°37′59″N 74°16′46″O / 44.63306, -74.27944.

## Demografía
Según la Oficina del Censo en 2000 los ingresos medios por hogar en la localidad eran de $37,500, y los ingresos medios por familia eran $38,750. Los hombres tenían unos ingresos medios de $29,500 frente a los $21,458 para las mujeres. La renta per cápita para la localidad era de $19,130. Alrededor del 14.5% de la población estaban por debajo del umbral de pobreza.